# Sigrid Schmitz
Sigrid Schmitz (* 12. August 1961 in Aachen) ist eine deutsche Biologin. Sie lehrt und forscht interdisziplinär in den Bereichen Gender und Naturwissenschaften.

## Werdegang
Schmitz promovierte 1992 an der Philipps-Universität Marburg. Ihre Habilitation zum Thema "Strategien in der Raumorientierung des Menschen: Geschlechterunterschiede und ihre Hintergründe." erfolgte 1997 ebendort. Nach Lehrtätigkeiten an verschiedenen Universitäten leitete sie 2002–2009 als Hochschuldozentin mit  Britta Schinzel an der Universität Freiburg das Kompetenzforum „Genderforschung in Informatik und Naturwissenschaften (GIN)“. Sie hatte Gastprofessuren in Graz (2003), Berlin (Humboldt-Universität, 2008) und Oldenburg (2009/10) inne und war 2010–2015 Professorin für Gender Studies an der Universität Wien. Es folgten Lehrtätigkeiten in Graz (2015/16), Berlin (2016/18) und Köln (2020/21). Am Zentrum für transdisziplinäre Geschlechterstudien ZTG der Humboldt-Universität Berlin übernahm sie 2017 bis 2020 eine Projektleitung im Verbund Gendering MINT digital.
Ihre Forschungsschwerpunkte verknüpfen: Informatik/Naturwissenschaft, Hirnforschung, Gender Studies, Science Technology Studies, feministische Epistemologie, Gender und E-Learning, Raumkognition, Verhaltensforschung und Nutztierethologie.
Schmitz hat das Ziel, feministische Naturwissenschaftsforschung in den Naturwissenschaften zu implementieren und initiiert die interdisziplinäre, integrative Zusammenarbeit zwischen den Natur- und Technikwissenschaften sowie den Sozial- und Kulturwissenschaften.

## Auszeichnungen
- 2012/2015: Ehrungen der Stadt Wien für besonders erfolgreiche Tagungen "Epigenetics, Society & Gender", "NeuroCultures-NeuroGenderings II" und "Körperdiskurse/Körperpolitiken – Handlungsmacht"
- 2002: Frauenförderpreis der Universität Freiburg (mit  Britta Schinzel und der Abt. 1 des IIG)

## Veröffentlichungen (Auswahl)
- Göth Both, Smilla Ebeling, Felicitas Günther, Simon Herchenbach, Anna Kraher, Sigrid Schmitz: Open Educational Resources entwickeln: Herausforderungen für Gendering MINT digital. In: Martina Erlemann, Sandra Huch (Hrsg.): Gender und Diversity in Lehre und Forschung der Naturwissenschaften: Ansätze, Befunde & Umsetzung. (in Press).
- Sigrid Schmitz: Wie sozial sind die Gene? Potenziale und Grenzen der Epigenetik für die Genderfrage. In: Barbara Rendtorff, Claudia Mahs (Hrsg.): Geschlechterverwirrungen: Was wir wissen, was wir glauben und was nicht stimmt. Campus Verlag, Frankfurt am Main 2020, ISBN 978-3-593-51220-4, S. 152–159.
- Sigrid Schmitz: Gender in Science: Bis hierhin und wie weiter? Potentiale und Grenzen genderbezogener Dialoge mit den MINT-Fächern. In: Tanja Paulitz, Barbara Hey, Susanne Kink, Bianca Prietl (Hrsg.): Akademische Wissenskulturen und soziale Praxis. Geschlechterforschung zu natur-, technik- und geisteswissenschaftlichen Fächern. (Reihe: Forum Frauen- und Geschlechterforschung der DGS-Sektion.) Westfälisches Dampfboot, Münster 2015, S. 228–250.
- Sigrid Schmitz, Grit Höppner: Feminist neuroscience: a critical review of contemporary brain research. In: Suparna Choudhury, Jan Slaby, Daniel Margulies (Hrsg.): The context and implications of human brain research, Special Issue Critical Neuroscience: Frontiers in Neuroscience. Band 8, Juli 2014, S. 564.
- Sigrid Schmitz, Grit Höppner (Hrsg.): Gendered Neurocultures. Feminist and Queer Perspectives on Current Brain Discourses. Band 2 „CHALLENGE GENDER“, Universität Wien, 2014.
- Sigrid Schmitz: Feminist Approaches to Neurocultures. In: Charles Wolfe (Hrsg.): BrainTheory: Essays in Critical Neurophilosophy. Palgrave Macmillan, New York 2014, S. 195–216.
- Nina Degele, Sigrid Schmitz, Marion Mangelsdorf, Elke Gramespacher (Hrsg.): Gendered Bodies in Motion. Budrich UniPress Ltd., Opladen / Farmington Hills, Michigan 2010, ISBN 978-3-940755-57-5.
- Smilla Ebeling, Sigrid Schmitz (Hrsg.): Geschlechterforschung und Naturwissenschaften: Einführung in ein komplexes Wechselspiel (= Studien Interdisziplinäre Geschlechterforschung 14). VS Verlag für Sozialwissenschaften, Wiesbaden 2006, ISBN 978-3-531-14912-7.
- Sigrid Schmitz, Britta Schinzel (Hrsg.): Grenzgänge: Genderforschung in Informatik und Naturwissenschaften. Ulrike Helmer Verlag, Königstein im Taunus 2004, ISBN 978-3-89741-155-5.
- Eva Neidhardt, Sigrid Schmitz: Entwicklung von Strategien und Kompetenzen in der räumlichen Orientierung und in der Raumkognition: Einflüsse von Geschlecht, Alter, Erfahrung und Motivation. In: Psychologie in Erziehung und Unterricht. Zeitschrift für Forschung und Praxis, 48/4, Verlag Ernst Reinhardt, München 2001, ISSN 0342-183X, S. 262–280.